# Exorista pilosa
Exorista pilosa är en tvåvingeart som beskrevs av Kugler 1980. Exorista pilosa ingår i släktet Exorista och familjen parasitflugor.
Artens utbredningsområde är Israel. Inga underarter finns listade i Catalogue of Life.